# هوغو فون بوش
هوغو فون بوش هو سياسي ألماني، ولد في 2 يناير 1782 في شيلينغسفورست في ألمانيا، وتوفي في 7 أغسطس 1865 في ميونخ في ألمانيا.